# Кузнєчиха (Городецький район)
Кузнєчиха (рос. Кузнечиха) — присілок в Городецькому районі Нижньогородської області Російської Федерації.
Населення становить 1 особу. Входить до складу муніципального утворення Смольковська сільрада.

## Історія
Від 2009 року входить до складу муніципального утворення Смольковська сільрада.

## Населення
| 2002 | 2010 |
| ---- | ---- |
| 0    | ↗1   |